# Marshall Warren Nirenberg

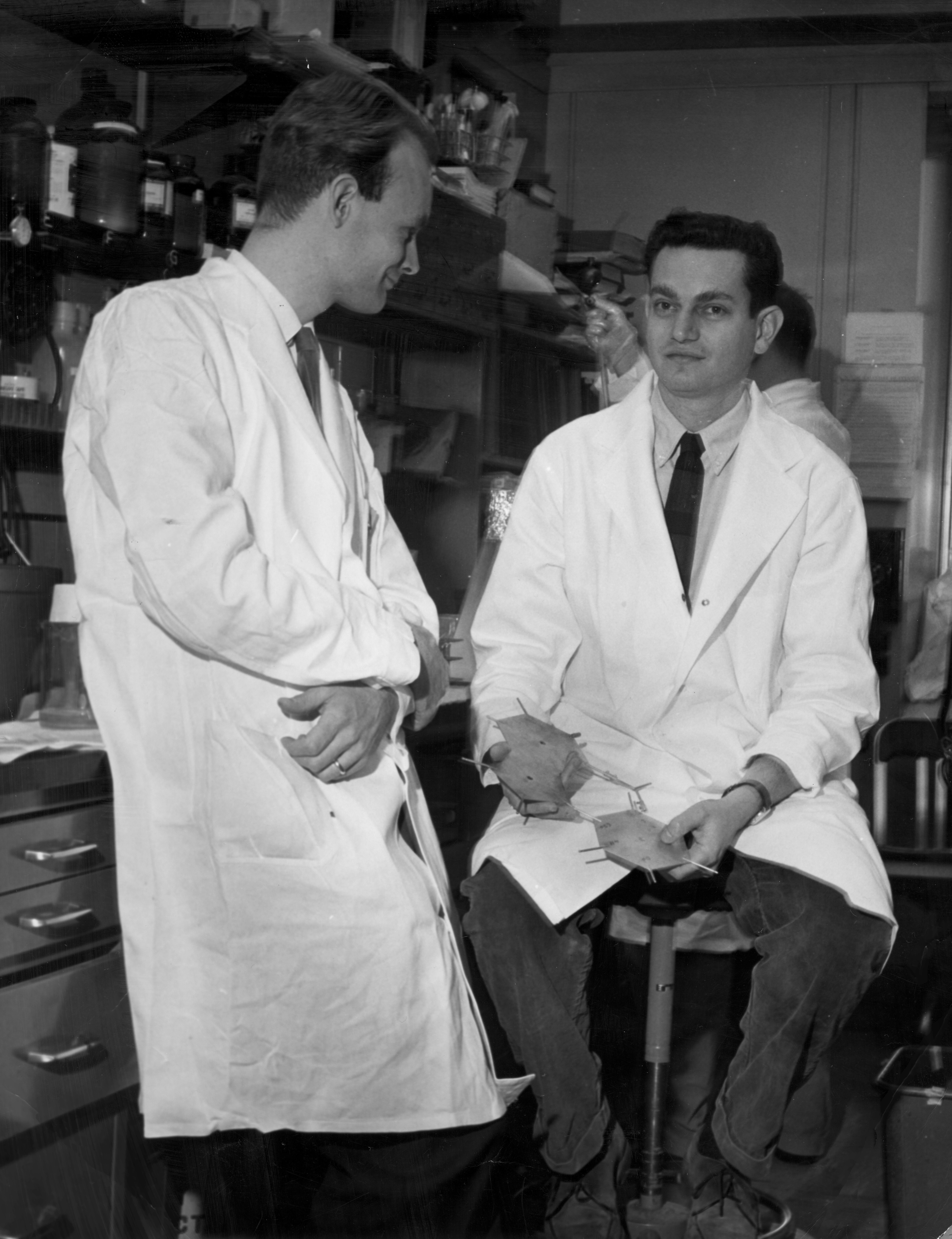
Marshall Nirenberg.

Marshall Warren Nirenberg (Nueva York, 10 de abril de 1927-Nueva York, 15 de enero de 2010) fue un bioquímico y genetista estadounidense.
Compartió el Premio Nobel de Fisiología o Medicina en 1968 con Har Gobind Khorana y Robert W. Holley por la descripción del código genético, así como de los procesos en la síntesis de las proteínas.

## Investigación
Marshall Warren Nirenberg en el año 1959, experimentó junto con Oswald Avery, Francis Crick, James D. Watson, y otros el funcionamiento biológico y químico del ADN respecto de sus funcionalidades de transmisión de la información genética. Por aquella época no se conocían los mecanismos de replicación del ADN y como estaba este ácido implicado en la generación de las proteínas, así como el rol que tenía con respecto al ARN en todos estos procesos. Nirenberg hizo equipo con Heinrich J. Matthaei del National Institutes of Health con el simple objetivo de intentar resolver de la mejor forma posible la descripción de estos procesos. Entre los primeros logros del equipo se encuentra la síntesis de ARN mediante el uso de un compuesto denominado uracilo, un nucleótido que aparece sólo en el ARN. El proceso de elaboración fue aparentemente simple, añadieron este poli-uracilo en una célula libre extraída de una Escherichia coli la cual contenía el ADN, el ARN, los ribosomas y otros mecanismos celulares para la síntesis de la proteína.
Añadieron a la solución ADNasa, sustancia que rompe el ADN de las células, de esta forma se sabe seguro que las proteínas generadas proceden sólo del ADN aislado, y que no hay otras fuentes contaminantes. Se añade un aminoácido marcado radioactivamente y el restante de 19 sin marcar, los bloques de proteínas generados sólo algunos mostraban marcas radioactivas como la Fenilalanina, el resultado fue una proteína radioactiva. De esta forma se averiguó el código genético de la fenilalanina: UUU (tres bases uracilo en una columna) sobre el ARN. Este fue el primer paso para el descifrado de los codones del código genético y la primera demostración de las habilidades del ARN mensajero (Véase Experimento de Nirenberg y Matthaei).
Warren Niremberg recibió grandes admiraciones en el terreno de lo científico debido a los resultados de sus experimentos, con el devenir de los años el equipo de investigación llegó a desarrollar experimentos similares y llegó a encontrar tres bases repetidos de adenosina (AAA) producidos por el aminoácido lisina, citosina, la triple repetición (CCC) producida por la prolina y la guanina, igualmente la repetición (GGG). El siguiente nivel en la investigación se produjo cuando Phillip Leder, un estudiante de postdoctorado del equipo de Nirenberg, desarrolló un método para determinar el código genético basado en piezas del ARNt (véase Experimento de Nirenberg y Leder). Este método aceleró el descubrimiento del asignamiento de los codones en tripletes y de esta forma en pocos años ya se conocía cerca de 50 gracias a esta técnica. Los experimentos de Khorana confirmaron y completaron los resultados de la transformación del código genético.
Nirenberg posteriormente se dedicó a investigar profundamente en el área de la neurociencia, el desarrollo neural, y los genes homeobox.

## Biografía
Warren Nirenberg nació en Nueva York, es hijo de Harry y Minerva Nirenberg. Como niño desarrolló fiebres reumáticas, de esta forma la familia se trasladó a Orlando (Florida) para que Warren se pudiera beneficiar del clima subtropical. Warren desarrolló un interés muy temprano por la biología y la naturaleza. En 1948 recibió el B.S. degree y en el año en 1952 su maestría en zoología de la Universidad de Florida en Gainesville. Su disertación para la tesis doctoral fue un estudio taxonómico de las moscas de caddis (Trichoptera). Recibió su Ph.D. en bioquímica de Universidad de Míchigan, Ann Arbor en el año 1957.
Warren empezó su trabajo postdoctorado en el Instituto Nacional para la Salud (National Institutes of Health - NIH) en 1957 como asistente de la American Cancer Society. En el año 1960 empezó como investigador bioquímico en el NIH. En 1959 empezó los estudios relacionados con el ADN, el ARN y la generación de las proteínas. Los experimentos realizados por Nirenberg y su equipo avanzaron los conocimientos de lo que se denomina bioquímica genética en el año 1962. Warren se casó en 1961 con Perola Zaltzman una química de la Universidad de Brasil en Río de Janeiro.
Warren Nirenberg fue galardonado con la "Medalla Nacional de la Ciencia" en el año 1966 y por la "Medalla Nacional de Honor" (National Medal of Honor) en 1968 por el presidente de EE. UU. Lyndon B. Johnson. Siendo además elegido para ser miembro de la American Philosophical Society en 2001.